# Cola griseiflora
Cola griseiflora är en malvaväxtart som beskrevs av De Wild.. Cola griseiflora ingår i släktet Cola och familjen malvaväxter. Inga underarter finns listade i Catalogue of Life.